# Tällihorn (Safien)
Das Tällihorn ist ein 2855 m ü. M. hoher Berg in den Adula-Alpen im Kanton Graubünden in der Schweiz auf der Gemeindegrenze zwischen der Fraktion Safien der Gemeinde Safiental und der zu Vals gehörenden Fraktion von St. Martin. 

## Lage und Umgebung
Das Tällihorn liegt zwischen dem Safiental und dem Valsertal. Es bildet zusammen mit dem Piz Tomül und dem Crap Grisch/Planggenhorn (2861 m) einen Süd-Nord-Grat, welcher auf der Ost-Seite ins Safiental nach Thalkirch abfällt. Auf der West-Seite liegt das Valsertal.
Das Tällihorn besteht aus dem Hauptgipfel (2855 m) und dem in südsüdöstlicher Richtung vorgelagerten Nebengipfel (2851 m).

## Weblinks

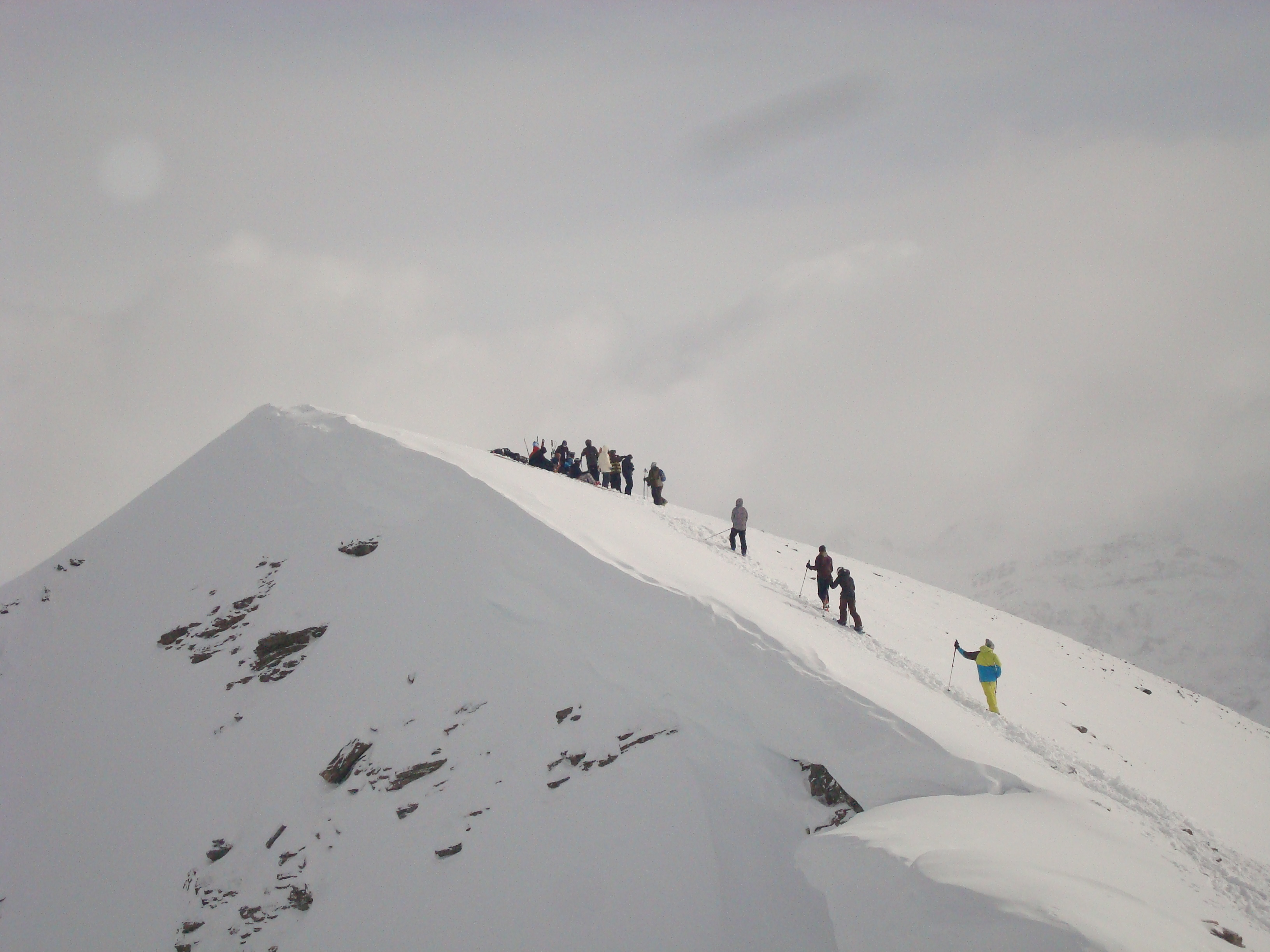
Der Nebengipfel vom Hauptgipfel aus gesehen